# 氧化铝
氧化鋁（Aluminium oxide）是白色固体，是鋁和氧的化合物，分子式為Al2O3。在礦業、製陶業和材料科學上又稱為礬土。常见纯度为99.5%和96%。
1961年，通用电气（GE）生产出了「Lucalox」，一种用于钠灯中的透明矾土。

## 特性
1. 氧化鋁是一種白色固體，在礦業、製陶業和材料科學上又被稱為礬土。
2. 氧化鋁在地球上的蘊藏量只僅次於氧化矽，是一種陶瓷原料，在氧化物中鋁與氧有強力的鍵結，使得氧化鋁在氧化物當中有最高硬度，其化學穩定性高且對大部份酸性、鹼性、鹽類及熔融溶液有優秀的耐腐蝕性。
3. 氧化铝有许多同质异晶体，目前已知的有10多种，主要有3种晶型，即α-Al2O3、β-Al2O3、γ-Al2O3。其中结构不同性质也不同，在1300℃以上的高温时几乎完全转化为α-Al2O3。
4. 自然界中的刚玉是α形属于六方最密堆积，熔点、硬度高，不溶于酸碱耐腐蚀，绝缘性好。

## 製備
在鋁礦的主成份鐵鋁氧石中，氧化鋁的含量最高。工業上，鐵鋁氧石經由拜耳法純化為氧化鋁：
1. 加热用氢氧化钠溶解矿石。氧化铁不溶，二氧化硅溶解为硅酸根（Si(OH)62−），氧化铝溶解为铝酸根（{\displaystyle {\ce {Al(OH)4^{-}}}}）。

{\displaystyle {\rm {Al_{2}O_{3}+3H_{2}O+2NaOH\longrightarrow 2Na[Al(OH)_{4}]}}}
1. 过滤，加酸处理，氢氧化铝沉淀出来，再过滤。
2. 強熱氫氧化鋁，可得無定形之白色氧化鋁粉末。

{\displaystyle {\rm {2Al(OH)_{3}\longrightarrow Al_{2}O_{3}+3H_{2}O}}}
再由霍尔-埃罗法轉變為鋁金屬。

## 用途
1. 紅寶石、藍寶石的主成份皆為氧化鋁，因為其他雜質而呈現不同的色澤。紅寶石含有氧化鉻而呈紅色，藍寶石則含有氧化鐵及二氧化鈦而呈藍色。
2. 氧化铝是金属铝在空气中不易被腐蚀的原因。纯净的金属铝极易与空气中的氧气反应，生成一层薄的氧化铝薄膜覆盖在暴露于空气中铝表面。这层氧化铝薄膜能防止铝被继续氧化。这层氧化物薄膜的厚度和性质都能通过一种称为阳极处理（阳极防腐）的处理过程得到加强。
3. 鋁為電和熱的良導體，而氧化鋁則是電與熱的絕緣體。氧化鋁的晶體形態剛玉因為硬度高，適合用作研磨材料及切割工具。
4. 氧化鋁的晶體也可作為磊晶用的基材。
5. 氧化鋁粉末常用作色層分析的媒介物。
6. 2004年8月，在美國3M公司任職的科學家開發出以鋁及稀土元素化合成的合金製造出稱為transparent alumina的強化玻璃。
7. 可以用於高速鐵路列車的緊急刹車裝置（向路軌噴灑氧化鋁粉末以增加鐵軌摩擦力）
8. 多孔高表面积比的氧化铝称为活性氧化铝，常用作催化剂、吸附剂、脱水剂和催化剂载体。典型的用途是作为克劳斯化学反应的催化剂。
9. 耐火砖的主要成分。

## 外部連結
- PhysicsWeb article on Transparent alumina （页面存档备份，存于）
- 氧化铝字典-Guidechem.com （页面存档备份，存于）
- 白色氧化铝 （页面存档备份，存于）